# Royal Crown Revue
Royal Crown Revue est un groupe américain de swing, originaire de Los Angeles, en Californie. On leur attribue le mérite d'avoir lancé le mouvement de neo-swing,.

## Histoire
Le groupe se compose de Mark et Adam Stern, du groupe de punk hardcore Youth Brigade. Parmi les autres membres figuraient Daniel Glass, Scott Steen, James Achor, Veikko Lepisto et Bill Ungerman. Après une apparition dans le film The Mask, Royal Crown Revue débute une résidence au Derby de Los Angeles.
Le groupe avait auparavant exploré le jump blues de Louis Prima et Louis Jordan puis les artistes swing les plus importants. Le mélange de blues, de punk rock et de rockabilly est décrit par RCR lui-même comme du « swing hardboiled » ou du « gangster bop ». Contrairement à de nombreux autres groupes de néo-swing, RCR ne s'est pas concentré sur la reprise de standards de swing et de jazz bien connus, mais écrit ses propres paroles et mélodies. On attribue souvent au Royal Crown Revue Band le mérite d'avoir déclenché le renouveau du swing de la fin des années 1980 et le neo-swing qui lui est associé,,.
Le premier album de la Royal Crown Revue, Kings of Gangster Bop, sort en 1991 sur le label BYO Records, fondé par les frères Stern. Après cette sortie, ils jouent plusieurs centaines de concerts par an aux États-Unis et en Europe. Leurs deuxième et quatrième albums sont sortis en 1996 et 1998 sur le label géant Warner Bros. Records.

## Discographie
- 1991 : Kings of Gangster Bop (Big Daddy)
- 1996 : Mugzy's Move (Warner Bros.)
- 1997 : Caught in the Act (Surfdog)
- 1998 : The Contender (Warner Bros.)
- 1999 : Walk on Fire (SideOneDummy)
- 2001 : Passport to Australia